# Dalida - 4 albums originaux
Dalida - 4 albums originaux è un cofanetto postumo dalla cantante italo-francese Dalida, pubblicato il 26 settembre 2011 da Universal Music France.
Riunisce, in quattro CD, gli originali album in vinile: Garde-moi la dernière danse del 1961, De "Bambino" à "Il silenzio" del 1966, Olympia 67 del 1967 e Olympia 81 del 1981.

## CD 1 -Garde-moi la dernière danse
1. Garde-moi la dernière danse
2. Dix-mille bulles bleues
3. Parlez-moi d'amour
4. Je me sens vivre
5. Itsi bitsi petit bikini
6. Pépé
7. La joie d'aimer
8. Vingt-quatre milles baisers
9. O sole mio
10. Les marrons chauds

## CD 2 -De "Bambino" à "Il silenzio"
1. Bambino
2. Gondolier
3. Les gitans
4. Come prima
5. Love in Portofino
6. Ciao ciao, bambina
7. T'aimer follement
8. Les enfants du Pirée
9. Romantica
10. Itsi bitsi petit bikini
11. Garde-moi la dernière danse
12. Le jour le plus long
13. La danse de Zorba
14. Il silenzio

## CD 3 -Olympia 67
1. À qui?
2. Loin dans le temps
3. J'ai décidé de vivre
4. Mama
5. La chanson de Yohann
6. Petit homme
7. Je reviens te chercher
8. Entrez sans frapper
9. Les grilles de ma maison
10. Ciao amore, ciao
11. Toi, mon amour
12. La banda

## CD 4 -Olympia 81
1. Une femme à quarante ans
2. Il pleut sur Bruxelles
3. L'amour et moi
4. Le slow de ma vie
5. Marjolaine
6. Fini, la comédie
7. Et la vie continuera
8. La feria
9. J'm'appelle amnésie
10. Partir ou mourir
11. Chanteur des années 80
12. À ma manière